# Phragmatobia olarica
Phragmatobia olarica là một loài bướm đêm thuộc phân họ Arctiinae, họ Erebidae.